# كراما (لفاع)
الكراما هو لباس كمبودي تقليدي قوي له العديد من الاستخدامات، بما في ذلك الوشاح، المنديل، لتغطية الوجه، لأغراض الديكور . وكأرجوحة للأطفال.  ويمكن أيضًا استخدامه كحلقة من قبل مقاتلي بوكاتور، الذين يلفون الكراما أيضًا حول خصورهم ورؤوسهم وقبضاتهم.  يرتديه الرجال والنساء والأطفال، ويمكن أن يكون مزخرفًا إلى حد ما، على الرغم من أن معظم الكراما النموذجية تحتوي على نمط من القماش القطني من نوع ما، وتأتي تقليديًا إما باللون الأحمر أو الأزرق. إنه الرمز الوطني الكمبودي.

## تاريخ
وبحسب هاب تاتش، مدير متحف كمبوديا الوطني، فإن الكراما قد يعود تاريخها إلى عصر ما قبل أنغكور نوركور بنوم، بين القرنين الأول والخامس الميلادي. خلال تلك الفترة، عُثِر على العديد من تماثيل شيفاس وتماثيل هندوسية أخرى ترتدي كبين (غطاء بسيط للورك ملفوف عند الخصر يأخذ شكل كراما كبيرة) في موقع أنغكور بوري . حتى أنه تم تصوير رجل وهو يرتدي غطاء رأس على طراز الكراما في بعض الحالات.
تظهر السجلات من حوالي 1296-1297، التي كتبها المبعوث والدبلوماسي الصيني تشو داجوان، أن العديد من الأقمشة عالية الجودة تم إنتاجها محليًا في أنغكور توم، مع استيراد أقمشة أخرى من تشامبا وسيام، ولكن أكثرها مرغوبة تأتي من البحار الغربية.
لم يقم الكمبوديون بتربية دودة القز في ذلك العصر، ولم يعرفوا كيفية الخياطة، لكنهم كانوا يعرفون كيفية نسج القماش القطني من الكابوك. الاستنتاج هو أن أغلفة ورك السامبوت الأساسية الخاصة بهم كانت منسوجة من القطن وكانت بحجم كبير كراما. يمكن رؤية الكراما في بعض الصور الأولى للأزياء الكمبودية التي التقطت في نهاية القرن التاسع عشر تقريبًا. في عام 1896، كان المصور والرحالة الفرنسي الشاب أندريه ساليس من بين أول من قام بتصوير الحياة اليومية الكمبودية.
ارتدى العديد من مقاتلي الخمير الحمر أوشحة من القماش القطني باللونين الأحمر والأبيض في عهد بول بوت . قد يرفض بعض الكمبوديين وشاح كراما المصنوع من القماش القطني باللونين الأحمر والأبيض لصالح وشاح أزرق وأبيض أو لون آخر بسبب إرث عصر الخمير الحمر. 

## اهميته الثقافية
يتضمن إنتاج الكراما النسيج اليدوي باستخدام الأنوال اليدوية التقليدية التي تسمى "كي" أو " كي دومبانه". تعتبر تقنيات النسيج والصباغة ضرورية، كما أن حماية البيئة أمر بالغ الأهمية لضمان جودة المواد المستخدمة.
الكراما هو نسيج متعدد الاستخدامات، يستخدم كوشاح، وحزام، وبطانية، ومنديل، وملابس سفلية، وقماش زخرفي في الحياة اليومية. كما أنها تستخدم لتغليف القرابين الطقسية أثناء الاحتفالات والاحتفالات الدينية. تلعب المجتمعات المحلية، وخاصة النساء، دورًا مركزيًا في إنتاج الكراما، بدءًا من إعداد الخيوط وحتى النسيج. يشارك الرجال في أنشطة مثل زراعة القطن والحصول على الأصباغ الطبيعية. تتحمل النساء مسؤولية نقل مهارات النسيج إلى الجيل القادم.
وبينما أصبح النساجون الأفراد نادرين، تولت مجموعات الكراما والمنتجون المحترفون زمام المبادرة. ويستمر هذا التقليد في 15 مجتمعًا وجمعية نشطة، حيث يقوم النساجون المهرة بنقل معارفهم. كما تقدم الجمعيات التعليمية التدريب لضمان الحفاظ على خصائص كراما الفريدة.
الكرامة ليست مجرد نسيج؛ فهو رمز لرحلة الحياة، من الولادة إلى الموت. إنه يحمل أهمية اجتماعية وثقافية كبيرة، حيث يعبر عن التحية والاحترام ويحتفل بأحداث الحياة المهمة. سواء كنت تحتفل بإضافة جديدة إلى العائلة، أو تكريم حفلات الزفاف، أو تكريم المغادرين، فإن كراما هي شعار عزيز للتراث الثقافي الكمبودي، تنتقل عبر الأجيال.